# Catocala cordelia
Catocala cordelia är en fjärilsart som beskrevs av H. Edwards 1880. Catocala cordelia ingår i släktet Catocala och familjen nattflyn. Inga underarter finns listade i Catalogue of Life.